# حبل سري (فلم)
حبل سري، فيلم روائي قصير سوري، يتناول الفيلم قصة إمرأة تضع مولودها وسط ظروف استثنائية، حيث تلد بمساعدة زوجها، وذلك لعدم توافر الظروف الصحية الملائمة الأخرى نتيجة الحصار الذي فرض على الحيّ السكني الساكنة فيه، ليشكل ذلك تباينا واضحا بين الموت برصاصة قناص وولادة طفل جديد يولد معه أمل جديد بالحياة. وهو من إخراج الليث حجو وتأليف رامي كوسا، وأنتج من قبل سامة للإنتاج والتوزيع الفني مع دعم من الاتحاد الأوروبي.

## القصة
تبدأ الحكاية برجل وزوجته الحامل بمنطقة محاصرة في سوريا، مع وجود قناص يمنعهما من التحرك باتجاه جيرانهم في البناء المقابل، وتأتي لحظة المخاض، اخترع الجيران حبلًا بين البناءين لتبادل المتاح من الطعام في وقت الأزمات، ولن يمر هذا الطعام دون لمسات القناص، ويحاول الجميع إقناع القناص بالسماح لهم بالمرور، تشعر ندى بألم حاد قبل موعِد الولادة بشهر بسبب الضغط والإنهاك الذي تتعرض لهُ نتيجة الحصار المفروض على الحي الذي تعيش فيه، زوجها يعجز عن الوصول إلى القابلة التي تسكن الجانب الآخر من الحي بسبب القنّاص الذي يهدد حياة كل من يعبر الشارع، يحاول الزوج التفاوض مع القناص ليسمح للقابلة بعبور الشارع لكنه يفشل في إقناعهِ، ثم تلد زوجته في صندوق السيارة مما يدفع الزوج للانتقام من القناص بطريقة غريبة، قدم الفيلم عرضاً بعشرين دقيقة قصة معاناة طويلة عاشها السوريون بالحرب فضلا عما فيهِ من رموز كرغيف الخبز الذي يستهدفه القناص وولادة الأم البطلة وغيرها، اختزل الفيلم ما عاشه أبناء سورية من آلام ومعاناة، وصمودهم في أصعب اللحظات ووقوف المرأة جنبا إلى جنب مع الرجل وانتصارهم على كل أشكال الإرهاب بالإرادة والمحبة والسلام.

## لعب شخصيات الفيلم
نانسي خوري
يزن خليل
ضحى الدبس
جمال العلي
سناء سواح